# Cryptops venezuelae
Cryptops venezuelae är en mångfotingart som beskrevs av Chamberlin 1939. Cryptops venezuelae ingår i släktet Cryptops och familjen Cryptopidae.
Artens utbredningsområde är Venezuela. Inga underarter finns listade i Catalogue of Life.